# Coop Trading
Coop Trading A/S er Nordens største indkøbsorganisation.
Organisationen administrerer og indkøber varer til private label-produkter for Coop Danmark, Coop Norge, SOK Finland og Coop Sverige. Samlet omfatter det ca. 13 mio. kunder.

## Egne mærker
- Änglamark: Coops varesortiment for økologiske og miljøvenlige varer.
- Coop/Rainbow: Coops "masterbrand" kvalitetsvarer til en gunstig pris.
- X-tra: Basisvarer med fokus på minimale priser.

## Ejerforhold
Coop Tradings ejere er:
- Coop Danmark
- Coop Norge
- S-gruppen (Finland)